# Гемотрансфузия
Гемотрансфу́зия (от др.-греч. αἷμα — кровь и от лат. transfusio — переливание) — переливание крови, частный случай трансфузии, при которой переливаемой от донора к реципиенту биологической жидкостью является кровь или её компоненты. Этот процесс является одним из видов заместительной терапии.
Гемотрансфузия, наряду с замещающим и стимулирующим действием, повышает свёртываемость крови и обезвреживает токсические вещества.

## Технология

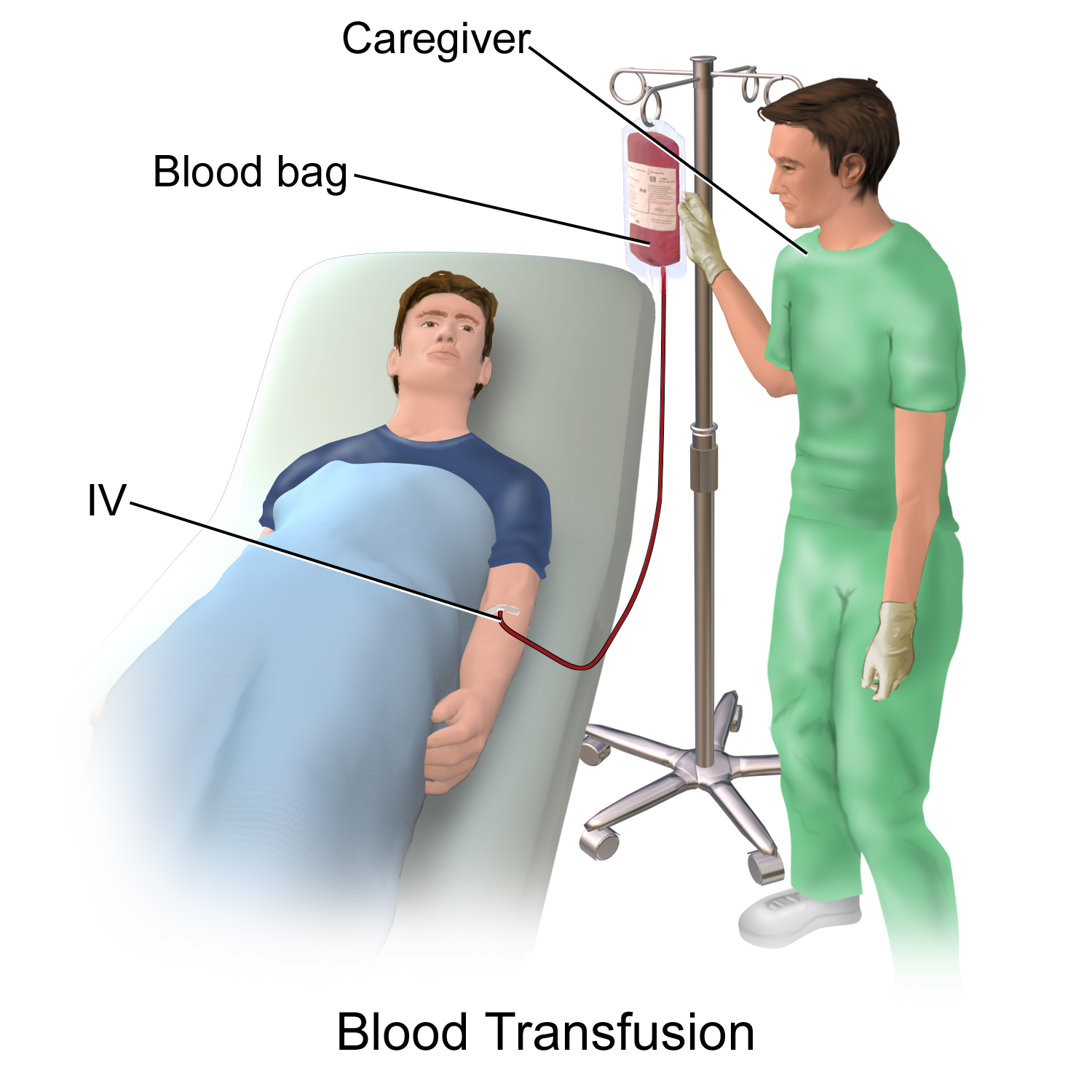
переливание крови,похоже на установку капельницы

Производится через вены (в острых случаях — через артерии) (также с использованием препаратов крови) для замещения эритроцитов, лейкоцитов, белков плазмы крови, также для восстановления объёма циркулирующей крови, её осмотического давления при потере крови (для этих целей могут использоваться также заменители крови).
Кроме потери крови, показанием могут быть также аплазии кроветворения, ожоги, инфекции, отравления и другие.
Переливание может быть прямым и с предварительным сбором крови донора для хранения. Современный подход к переливанию крови состоит в компонентном переливании (плазма, эритроцитарная масса, лейкоцитарная масса, тромбоцитарная масса, отмытые эритроциты, тромбовзвесь, криопреципитат и другие более редкие компоненты).
При переливании непроверенной крови в кровь реципиента могут попадать возбудители болезней, имеющиеся у донора. В связи с этим в настоящее время широко используется метод карантинизации компонентов крови.
Кровь донора и реципиента должна быть совместима:
- по группе крови,
- по резус-фактору.

В ряде случаев при переливании учитывают наличие и других антигенов, например Kell и H.
Кровь переливают строго по совпадению группы крови и резус-фактора, до 80-х годов XX века считалось, что первая группа крови с отрицательным резус-фактором является универсальной для всех групп, но с открытием агглютининов это мнение было признано неверным. Переливать можно только эритроциты (а не плазму, содержащую антитела) первой группы. Эритроциты 0 (Rh-) переливают в экстренных случаях всем.
На данный момент «универсальной» крови нет, хотя есть равноценный кровезаменитель — т. н. «голубая кровь». При переливании обязательно соблюдаются группа крови и резус-фактор.

## Эффективность

### Эритроциты
Биоинженер М. Интаглиетта и др. (2007—2017 гг.) на основе экспериментального моделирования и теоретических расчётов сделали предположение, что положительные эффекты от инфузии аллогенных эритроцитов при таких состояниях, как постгеморрагическая анемия, могут быть обусловлены не предполагаемым увеличением количества доступного для тканей кислорода в крови, а восстановлением реологических свойств крови, благодаря чему поддерживается микроциркуляция и, как следствие, обеспечивается доставка кислорода в ткани оставшимися после кровопотери аутогенными эритроцитами. К выводу о реологическом действии трансфузий пришли педиатры из Клиники Мюнхенского университета (2016 г.) и другие исследователи.
К 2007—2017 гг. учёные из «Université libre de Bruxelles» и других научных учреждений исследовали влияние инфузий эритроцитов на микроциркуляцию. Была обнаружена обратная корреляция между базовым состоянием микроциркуляции и изменением её состояния после трансфузии: у анемичных тяжелобольных, вне зависимости от отличий в уровнях концентрации гемоглобина и других системных параметров, при таких патофизиологиях, как сепсис или травма, трансфузия может улучшить микроциркуляцию, если до трансфузии она была нарушена, но может её ухудшить, если до трансфузии она нарушена не была. По состоянию на 2016 г. оценка микроциркуляции у пациента в стандартной клинической практике не производится.
Аналогичная корреляция с базовыми значениями до трансфузии была обнаружена у следующих связанных с кислородом переменных: потребление кислорода при измерении катетером лёгочной артерии (кардиохирургия, 1999 г.); оксигенация головного мозга при измерении электродами Кларка (ЧМТ, 2006 г.); потребление кислорода при измерении методом БИК-спектроскопии (анемия, 2009 г.; сепсис, 2011 г.). Ограничением неинвазивных измерений потребления кислорода методом БИК-спектроскопии в условиях клинической практики является отсутствие точной абсолютной шкалы и необходимость временного перекрытия кровотока в месте измерения.
Распространённым критерием для назначения инфузий эритроцитов является признак анемии — снижение концентрации гемоглобина ниже порогового значения; применяются и менее надёжные критерии (например, признак гиповолемии — гипотензия и тахикардия). Вместе с тем такого понятия как «оптимальная» концентрация гемоглобина не существует в отрыве от других показателей; уровень концентрации гемоглобина не является точным индикатором того, что трансфузия будет полезна пациенту. Рост концентрации гемоглобина благодаря трансфузии может улучшить системные параметры гемодинамики, но это не всегда приводит к улучшению состояния организма на уровне капилляров. Согласно реаниматологу Ж.-Л. Винсенту (2015 г.), использование уровня концентрации гемоглобина в качестве критерия для назначения инфузий эритроцитов приводит к ситуации, когда среди пациентов, которым не назначают трансфузию, есть те, которым она могла бы помочь, а среди пациентов, которым трансфузию назначают, есть те, для которых она бесполезна или вредна. По оценке академика РАН, д.м.н. Л. А. Бокерии и д.м.н. А. А. Купряшова (2015 г.), результатом сложившейся практики назначения трансфузий без опоры на высокоточные индикаторы является скрытая эпидемия вызванных трансфузиями осложнений.
Возникающее при травме кровотечение может осложняться коагулопатией; в таких обстоятельствах жизнь пострадавшего зависит от как можно более раннего восстановления гемодинамики и гемостаза. Эритроциты совместно с остальными компонентами крови участвуют в гемостазе; однако по состоянию на 2016 г. не существует единого выверенного стандарта на трансфузии и в целом медицинскую помощь при травме. Распространены два подхода (а также их комбинации). В первом подходе лечение нарушений гемодинамики и гемостаза опирается на массивную инфузию одновременно плазмы, эритроцитов и тромбоцитов в фиксированном соотношении (например, 1:1:1); по состоянию на 2015 г. нет высокоточных критериев для назначения пострадавшему массивной трансфузии. Второй подход подразумевает ослабление гиповолемии инфузией кристаллоидов (по умолчанию — в режиме пермиссивной гипотензии), лечение коагулопатии инфузией содержащих факторы свёртывания крови фармакологических препаратов по показаниям коагулометрии и поддержание гематокрита инфузией эритроцитов (по показаниям уровня концентрации гемоглобина). Вместе с тем, по состоянию на 2017 г. эффективность инфузий эритроцитов при травме, в том числе в составе многокомпонентных трансфузий, не была подтверждена или опровергнута методами доказательной медицины.
Проведённое на базе больниц Оксфордского университета исследование (2015 г.) показало, что недостаточные трансфузии являются редким явлением. Избыточные трансфузии, в свою очередь, бесполезны или вредны для пациента; к 2017 г. были опубликованы сообщения о практике избыточных трансфузий в исследованных медицинских учреждениях Европы (2016—2017 гг.), Великобритании (2017 г.), США (2016 г.), Китая (2015 г.) и других регионов (2014—2017 гг.). Сотрудники Клинического центра Национальных институтов здравоохранения США Х. Клейн и соавт. (2015 г.) предположили, что нежелание врачей ограничивать инфузии эритроцитов связано с недостатками в имеющихся руководствах: они составлены по исследованиям, в которых, в частности, применялся неточный критерий — концентрация гемоглобина, — из-за чего решение, проводить трансфузию или нет, было в этих исследованиях неверным для некоторых пациентов. По мнению Клейна и соавт., ригидные протоколы из руководств, опирающиеся на концентрацию гемоглобина и разработанные для «среднего» пациента, могут помочь большинству, но являются при этом на практике субоптимальными или опасными для существенного меньшинства. Повысить информированность решения о проведении трансфузии могут подходы точной медицины, чувствительные индикаторы гипоксии тканей и прикладная биоинформатика, полагают исследователи Клинического центра.

## История
- 1628 г. — Английский врач Уильям Гарвей делает открытие о кровообращении в человеческом организме. Почти сразу после этого была предпринята первая попытка переливания крови.
- 1665 г. — Проведены первые официально зарегистрированные переливания крови: английский врач Ричард Лоуэр (англ. Richard Lower) успешно спасает жизни больных собак, переливая им кровь других собак.

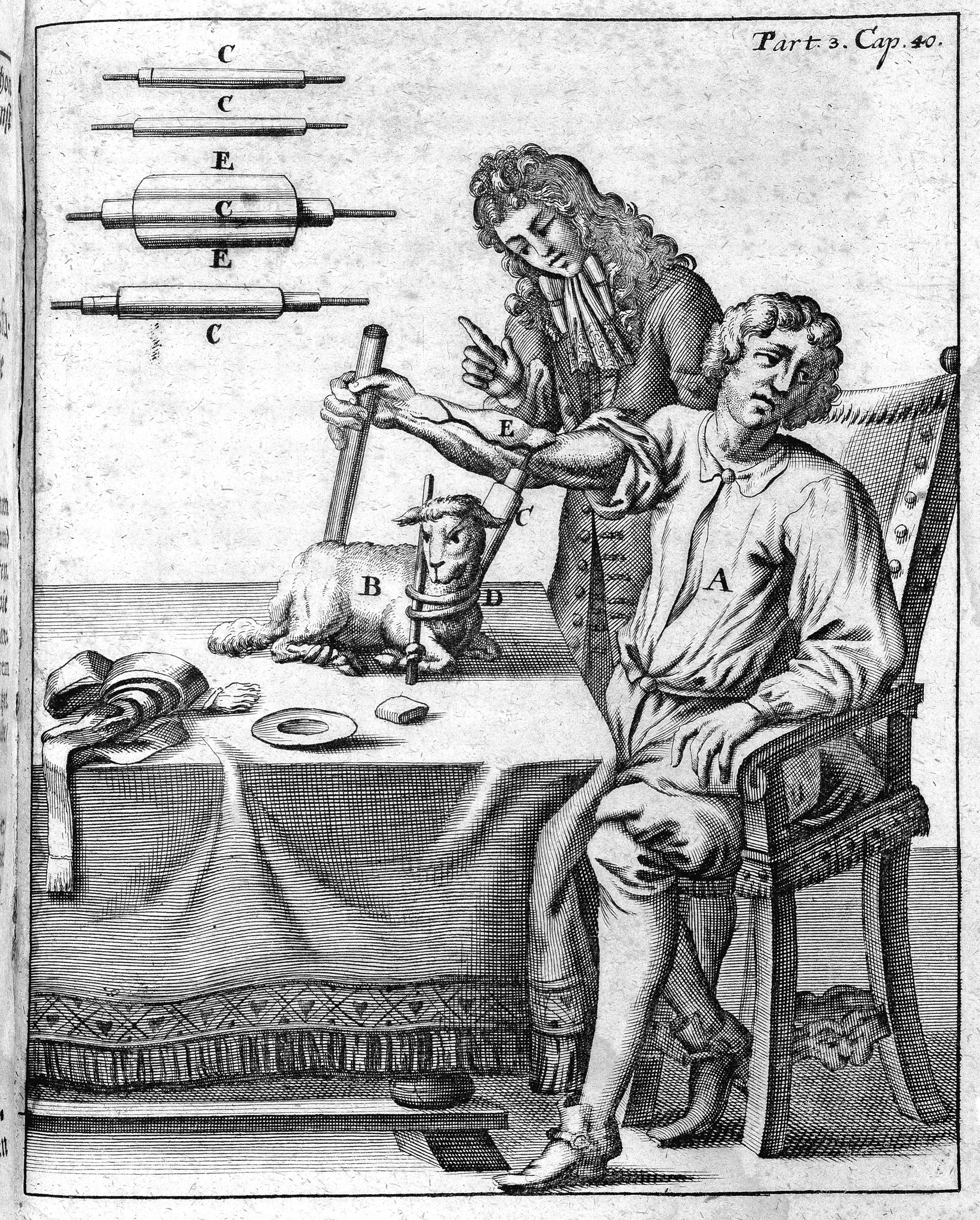
переливание крови от овцы человеку

- 1667 г. — Жан-Батист Дени (фр. Jean-Baptiste Denis) во Франции и Ричард Лоуэр в Англии независимо друг от друга делают записи об удачных переливаниях крови от овцы человеку. Но в последующие десять лет переливания от животных к людям были запрещены законом из-за тяжёлых отрицательных реакций.
- 1795 г. — В США американский врач Филипп Синг Физик (англ. Philip Syng Physick) проводит первое переливание крови от человека к человеку, хотя информацию об этом нигде не публикует.
- 1818 г. — Джеймс Бланделл (англ. James Blundell), британский акушер, проводит первое удачное переливание человеческой крови пациентке с послеродовым кровотечением. Используя в качестве донора мужа пациентки, Бланделл взял у него почти четыре унции крови из руки и с помощью шприца перелил женщине. С 1825 по 1830 год Бланделл провел 10 переливаний, пять из которых помогли пациентам. Бланделл опубликовал свои результаты, а также изобрёл первые удобные инструменты для взятия и переливания крови.
- 1840 г. — Сэмуэл Армстронг Лэйн, под руководством Дж. Бланделла, проводит полное переливание крови пациенту в одной из больниц Лондона.

Примерно в это же время американский хирург Джордж Вашингтон Крайл проводит первое переливание крови при проведении хирургической операции.

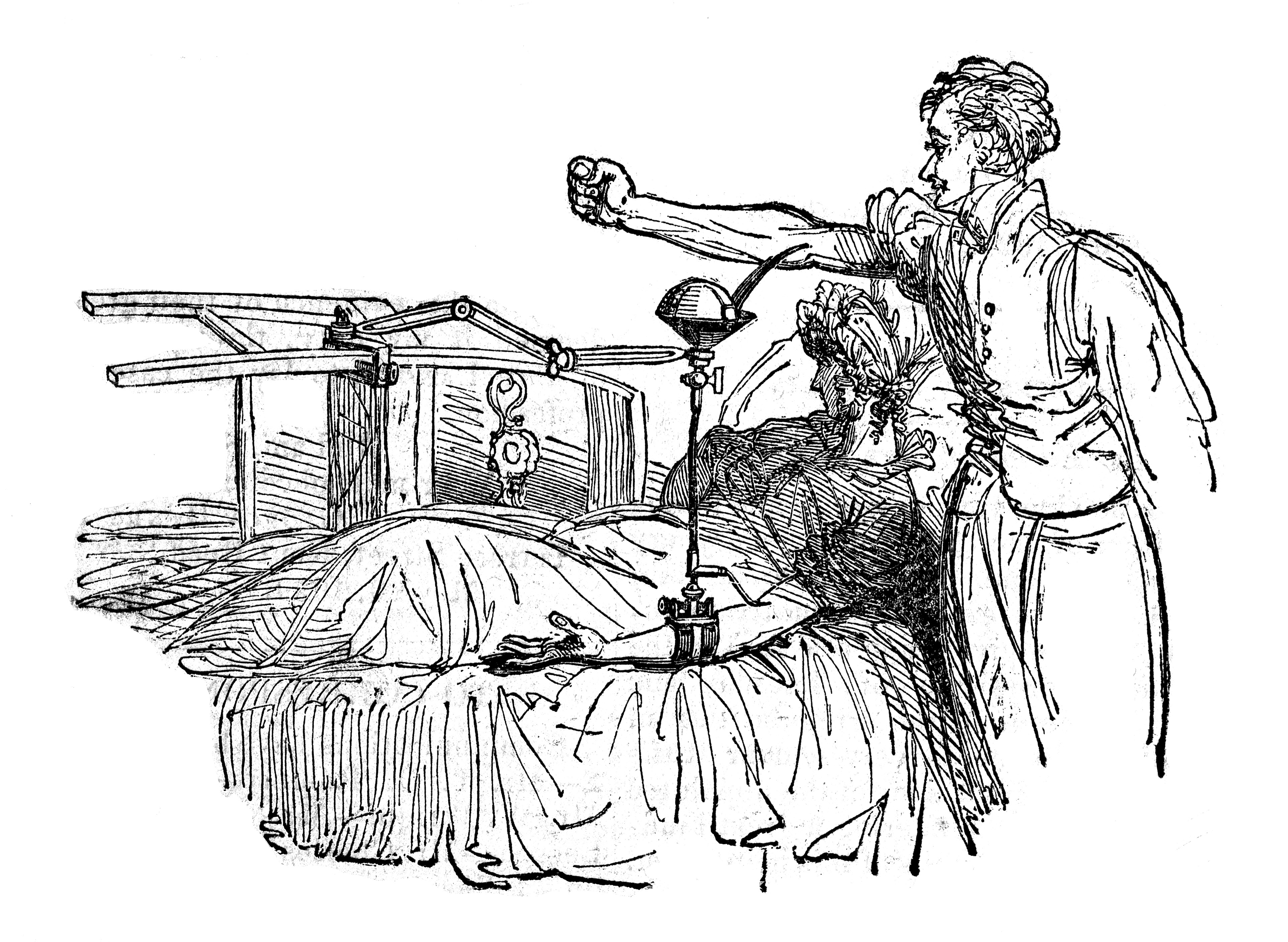
переливание крови в 19 веке

- 1832 г. — петербургский акушер Андрей Мартынович Вольф впервые в России успешно перелил роженице с акушерским кровотечением кровь её мужа и тем самым спас ей жизнь. Для переливания крови Вольф использовал методику, разработанную Бланделлом.

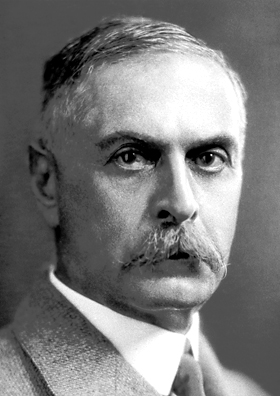
Карл Ландштейнер (14 июня 1868, Баден — 26 июня 1943, Нью-Йорк), австрийский и американский врач, иммунолог, получивший в 1930 году Нобелевскую премию за открытие групп крови, позволившее сделать переливание крови рутинной медицинской практикой, в его день рождения отмечается всемирный день донора крови

- 1900 г. — Карл Ландштейнер, австрийский врач, открывает первые три группы крови — A, В и С. Группа С будет потом переименована в О. За свои открытия Ландштейнер получил в 1930 году Нобелевскую премию.
- 1902 г. — Коллеги Ландштейнера Альфред де Кастелло (итал. Alfred Decastello) и Адриано Стурли (итал. Adriano Sturli) добавляют к списку групп крови четвёртую — AB.
- 1907 г. — Гектоэн (Hektoen) делает предположение о том, что безопасность переливаний может быть усовершенствована, если кровь донора и реципиента (получателя) проверять на совместимость, чтобы избежать осложнений. Рубен Оттенберг (англ. Reuben Ottenberg) в Нью-Йорке проводит первое переливание крови с использованием метода перекрёстной совместимости. Оттенберг также заметил, что группа крови передаётся по наследству по принципу Менделя, и отметил «универсальную» пригодность крови первой группы.
- 1912 г. — Роджер Ли, врач общественной больницы Массачусетса, вместе с Полом Дадли Вайтом внедряют в лабораторные исследования так называемое «время свёртывания крови Ли-Вайта». Ещё одно важнейшее открытие делает Ли, опытным путём доказывая, что кровь первой группы может быть перелита пациентам с любой группой, а пациентам с четвёртой группой крови подходит любая другая группа крови. Таким образом, введены понятия «универсальный донор» и «универсальный реципиент».
- 1914 г. — В больнице Росон в Буенос-Айресе Луис Аготе впервые удалось изобрести и ввести в действие антикоагулянты (вещества, препятствующие свёртыванию крови) долговременного действия, позволившие консервировать донорскую кровь, и среди них цитрат натрия.
- 1915 г. — В госпитале Маунт Синай в Нью-Йорке Ричард Левисон впервые использует цитрат для замены прямого переливания крови на непрямое. Несмотря на всю значимость этого изобретения, цитрат ввели в массовое использование только через 10 лет.
- 1916 г. — Фрэнсис Рус и Д. Р. Турнер впервые используют раствор цитрата натрия и глюкозы, позволяющий хранить кровь в течение нескольких дней. Кровь начинают хранить в закрытых контейнерах. В ходе Первой мировой войны Великобритания использует мобильную станцию переливания крови (создателем считается Освальд Робертсон).
- 1930 г. — Сергей Сергеевич Юдин первым в мире применил в клинике переливание трупной крови[83].

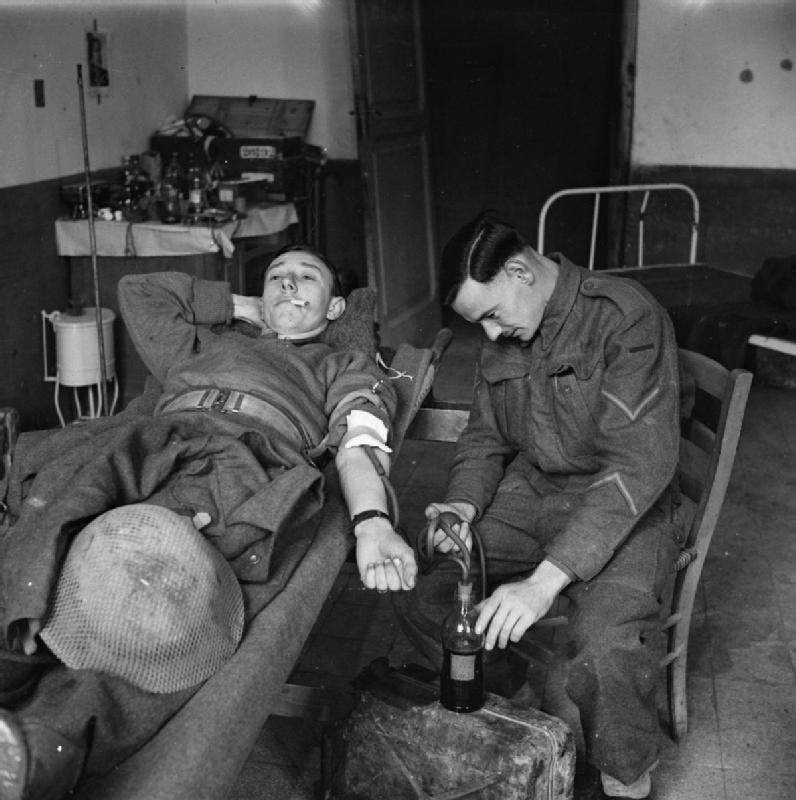
переливание крови из бутылки британскому солдату в Италии во время Второй мировой войны 1943 год

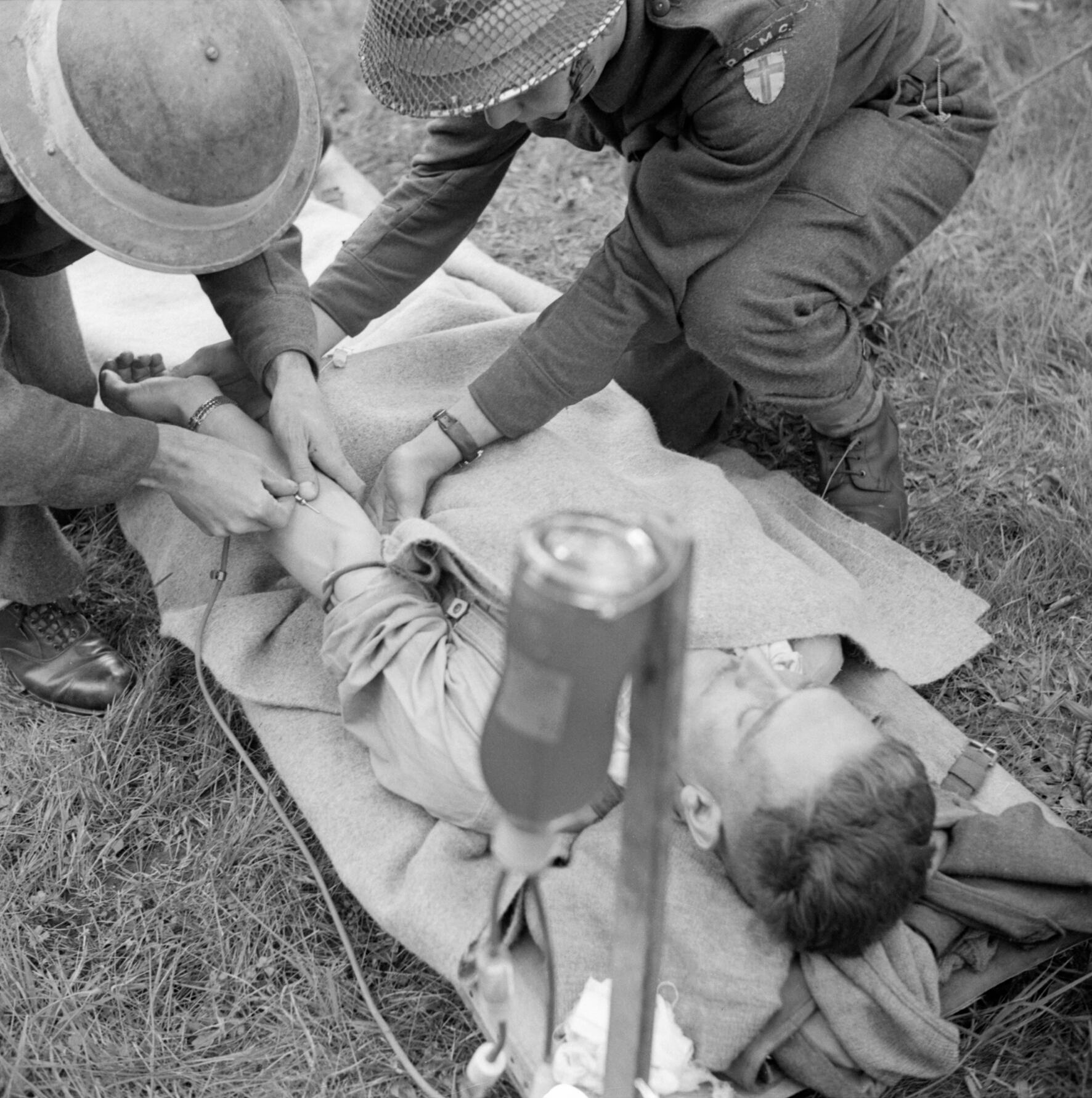
экстренное переливание крови раненному 1944 год

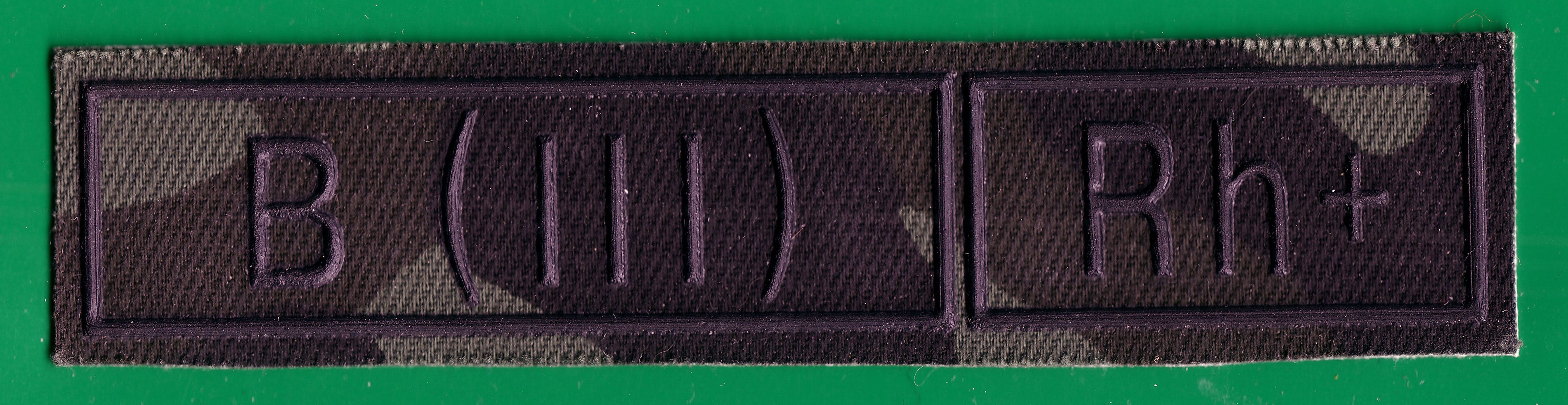
в армии используют нашивки и жетоны с указанием группы крови, подобные нашивки, могут использовать и мирные жители на всякий случай

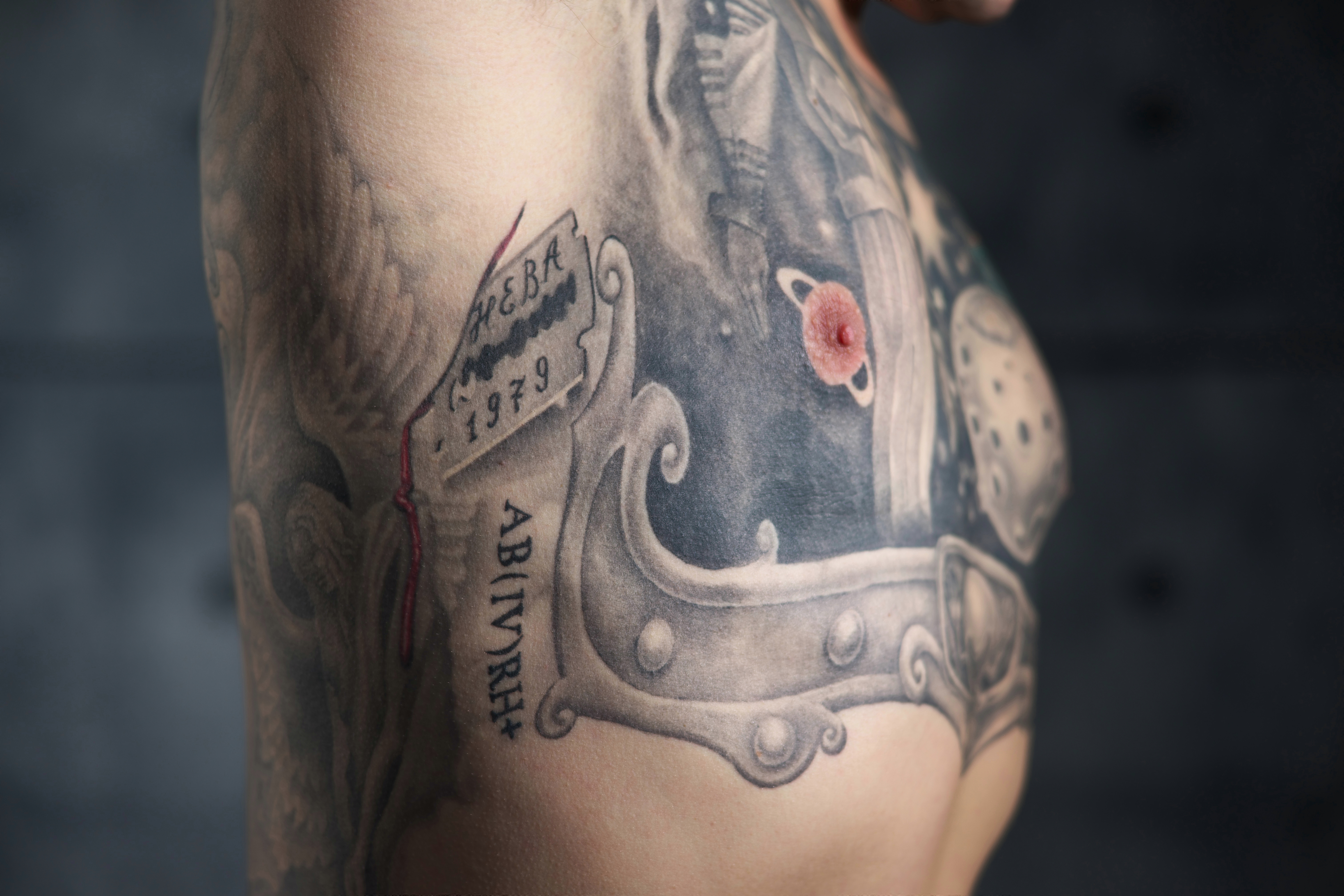
татуировка с группой крови и годом рождения

В годы Великой Отечественной войны немцы переливали себе кровь детей и подростков, так как немецкие врачи считали, что кровь детей и подростков может помочь немецким солдатам быстрее выздороветь, дети часто умирали даже после первого переливания крови или от инфекций. В городе Макеевка установлен памятник детям — подневольным донорам.
В годы Великой Отечественной войны советские врачи использовали для переливания не только кровь доноров, но и трупную кровь погибших солдат.
В Украине в 2023 году начали учить переливанию крови военных медиков даже без медицинского образования (санитаров и санитарок), чтобы сократить смертность от кровопотерь. В Норвегии переливать кровь имеют право обычные солдаты после специального обучения.
Российские военные медики в 2022 году стали применять дроны для доставки крови для переливания на поле боя.

## Аутогемотрансфузия
Аутогемотрансфузия — переливание реципиенту его собственной крови или её компонентов — может применяться во время экстренных и плановых хирургических операций. Она имеет определённые преимущества перед переливанием гомологичной донорской крови: исключает риск осложнений, возникающих из-за несовместимости донорской крови с организмом реципиента, заражение реципиента гемотрансмиссивными инфекциями, а также может быть психологически более приемлемой для пациента и сохраняет запас донорской крови, доступный медицинскому учреждению.

## Галерея

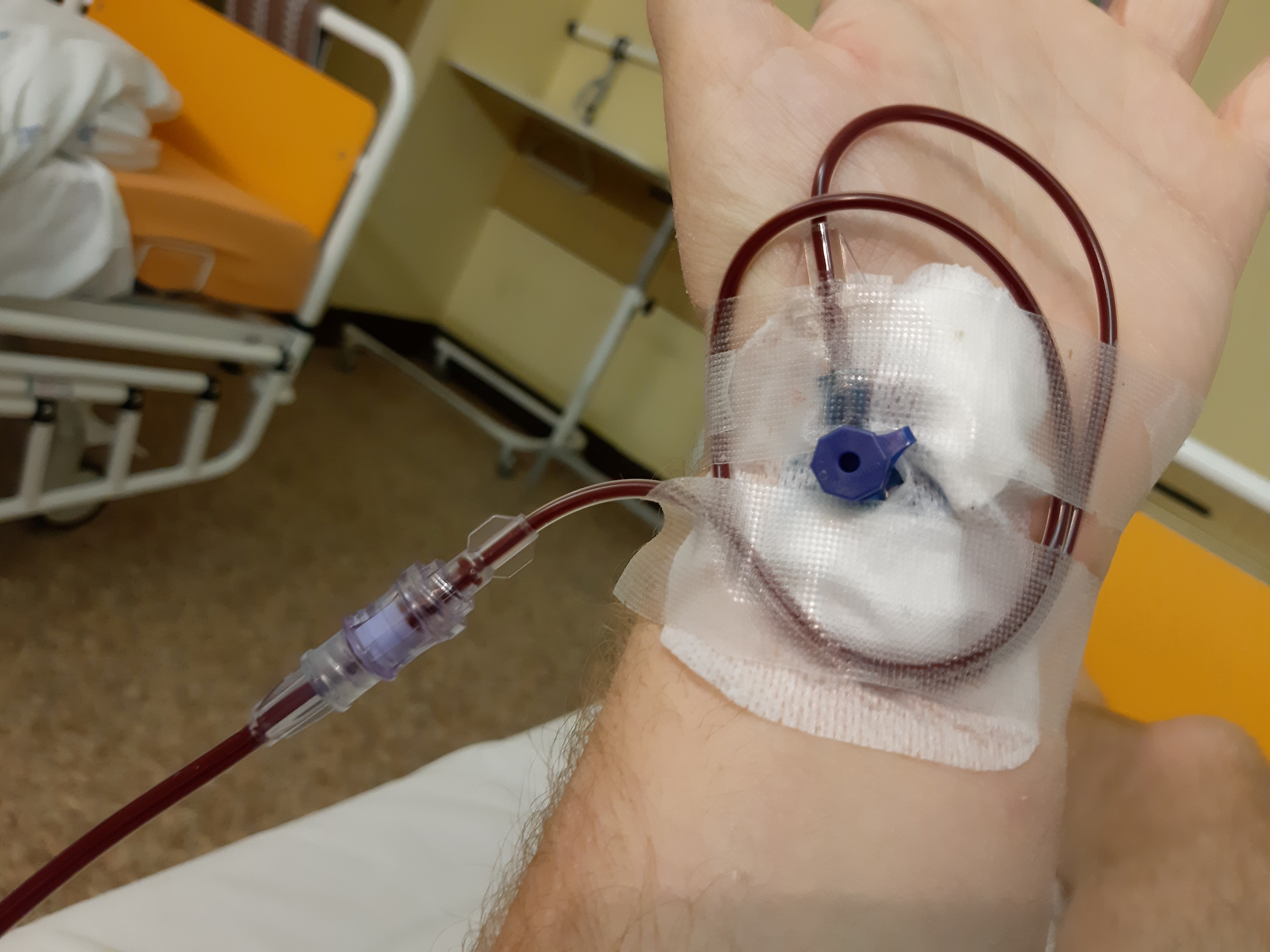
Переливание крови реципиенту с помощью канюли
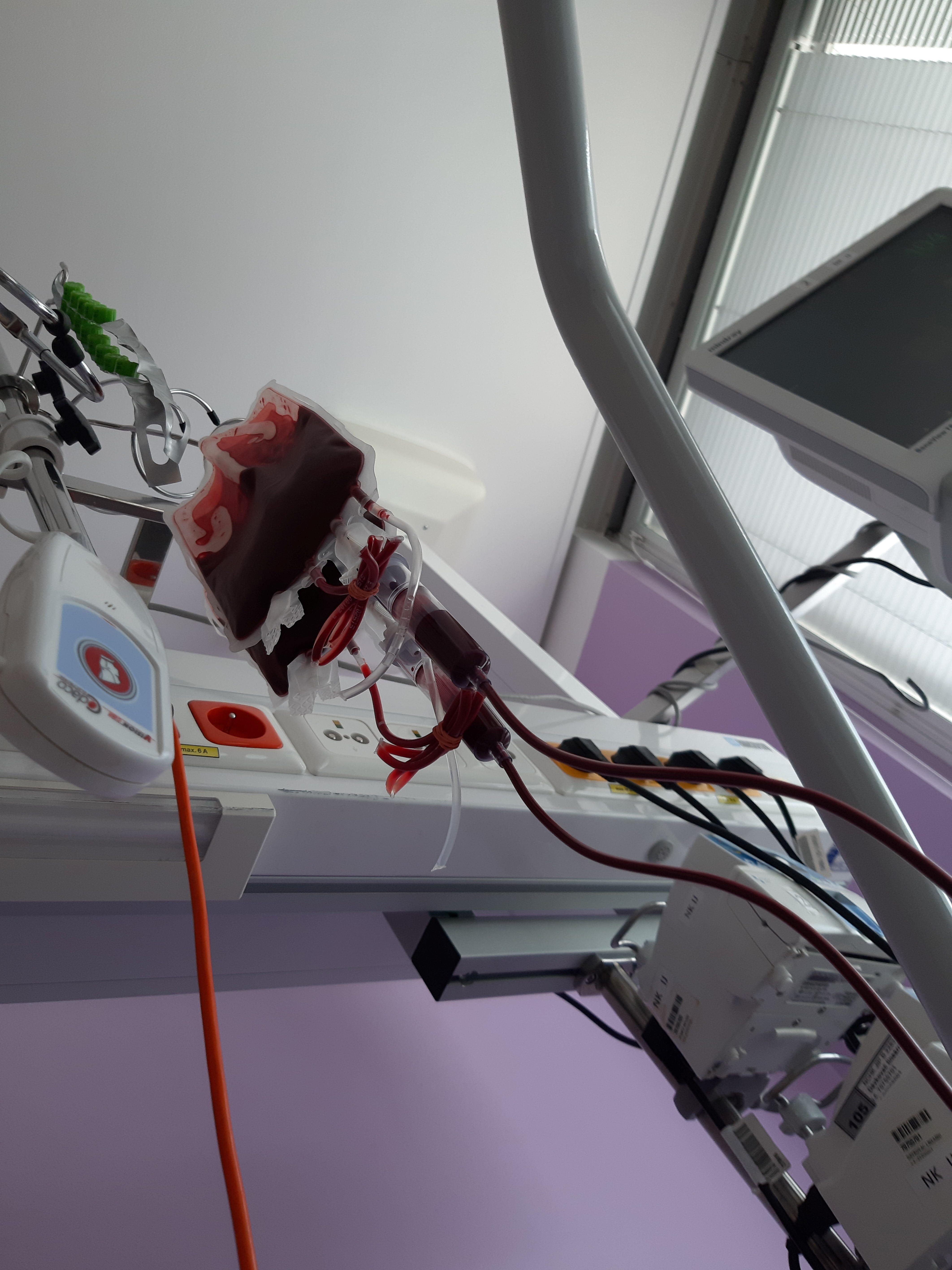
Контейнер с кровью во время переливания.
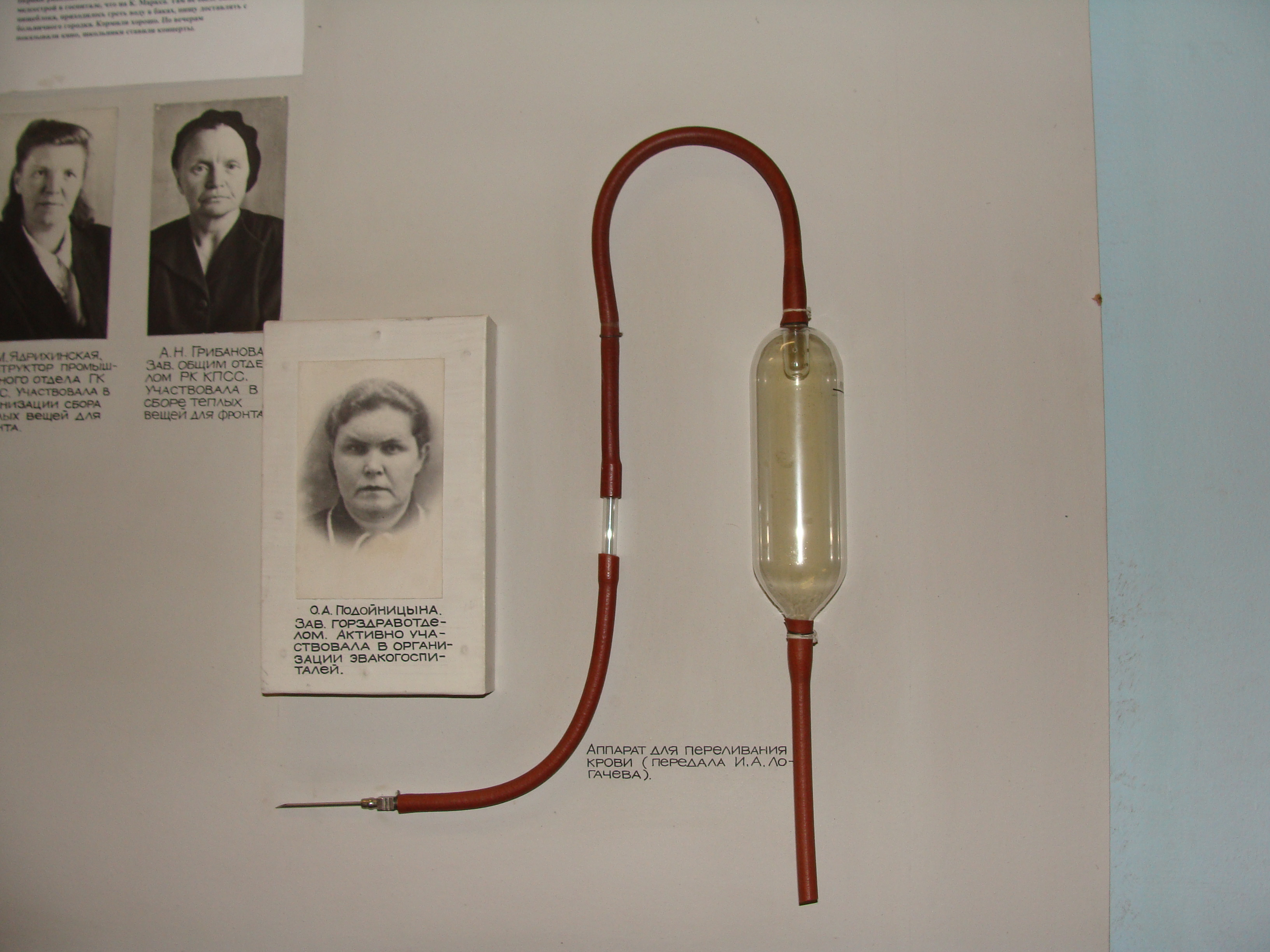
Один из первых аппаратов для переливания крови
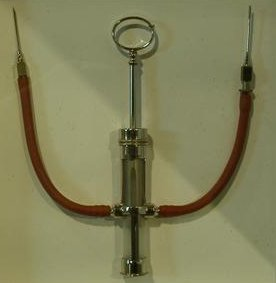
Шприц для прямого переливания крови от одного человека к другому времён Второй мировой войны
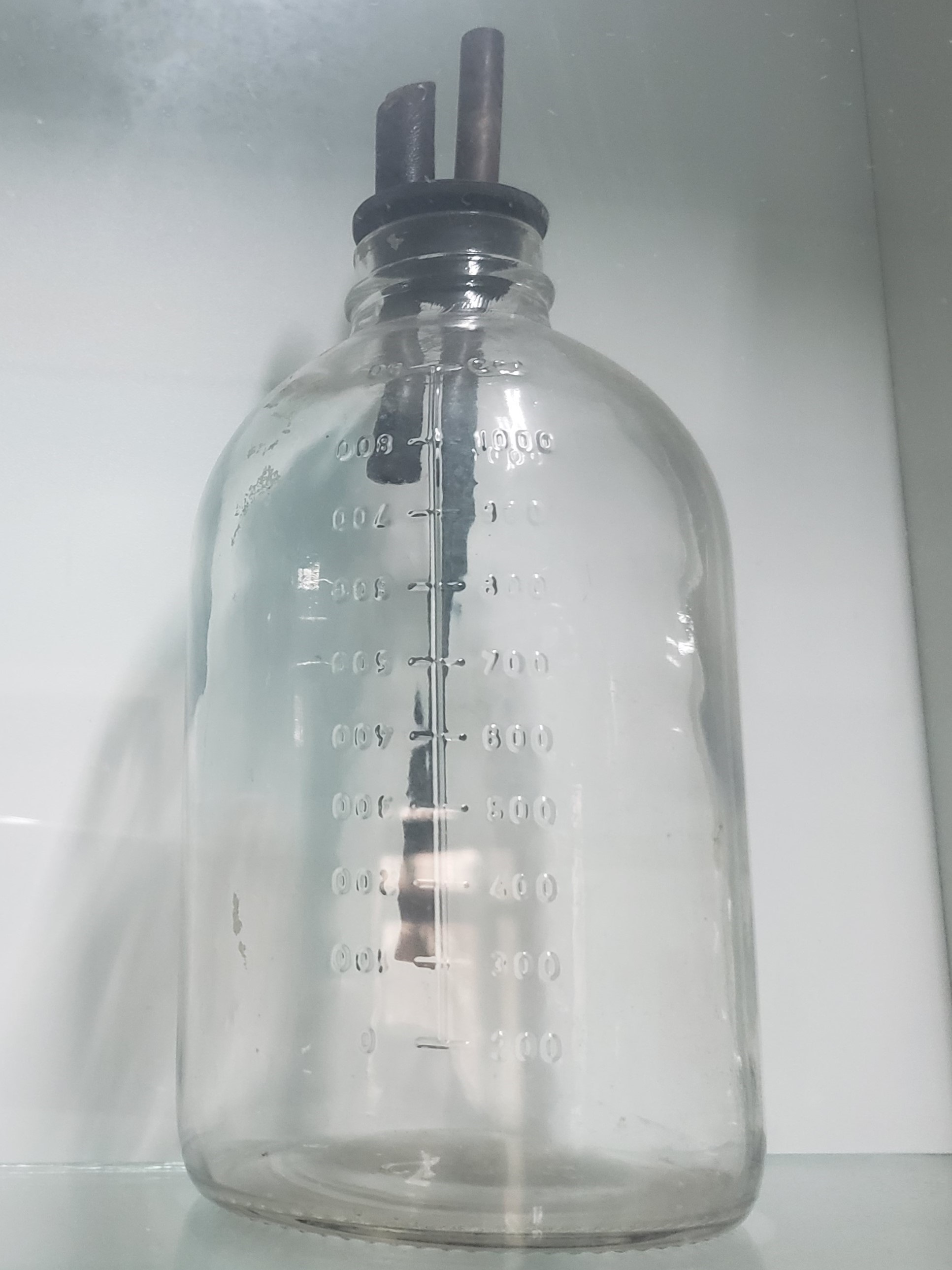
Сосуд, использовавшийся для переливания крови. Экспонат музея сестринского дела в Федеральном университете Эспириту-Санту

## Видео
- Голубая кровь (недоступная ссылка) Документальный фильм о разработках кровезаменителя Группы профессора Ф. Ф. Белоярцева